# Drăganu
Drăganu è un comune della Romania di 1 843 abitanti, ubicato nel distretto di Argeș, nella regione storica della Muntenia.
Il comune è formato dall'unione di villaggi: Băcești, Drăganu Oltean, Dumbrăvești, Prislop.
Il più importante monumento del comune è il monastero di Bascovele, risalente al XVII secolo.